# Cibistaks
Cibistaks (lat. Cybistax), monotipski biljni rod iz porodice katalpovki smješten u tribus Saveza Tabebuia  . Jedina je vrsta C. antisyphilitica, grm ili drvo iz tropske Južne Amerike..

## Opis
Cybistax antisyphilitica je listopadni grm do stablo, obično naraste oko 6 - 20 metara. Deblo je promjera 20 - 40 cm s dosta debelom korom. 

## Rasprostranjenost
Južna Amerika - sjeverna Argentina, Paragvaj, Bolivija, Brazil, Peru, Ekvador, Surinam.

## Stanište
Biljka suptropskih do tropskih područja, nalazi se na visinama od blizu razine mora (češće od 300 metara) do 2000 metara. Preferira sunčani položaj. Preferira pjeskovita i kamenita tla s dobrom drenažom. Mlade biljke rastu i rastu prilično sporo, ne prelazeći visinu od 2,5 metara nakon 2 godine Otvorena područja rasta i šikara, samo se povremeno mogu naći u gustim primarnim šumama.

## Ljekovitost
Biljka (nije navedeno koji dio) popularan je brazilski lijek. Koristi se u liječenju sifilisa i frambezije. Kora i mlade grane smatraju se antisifiliticima, depurativima i stimulansima. Također se koriste za liječenje retencije urina i edema.

## Upotreba
Biljka se bere iz divljine za lokalnu upotrebu kao lijek a iz lišća se dobiva kvalitetna plava boja, a koristila se kao zamjena za indigo. Ponekad se uzgaja zbog lišća u peruanskim Andama.

## Sinonimi
- Bignonia antisyphilitica Mart.; J. B. von Spix & C. F. P. von Martius, Reise Bras. 1: 283 (1823)
- Bignonia quinquefolia Vell.; Fl. Flumin.: 252 (1825 publ. 1829)
- Bignonia rivularis DC.; Prodr. [A. DC.] 9: 199 (1845)
- Bignonia viridiflora Cham.; Linnaea 7: 681 (1832)
- Bignonia viridiflora Lodd.; Bot. Cab. 11: (1825) t. 1026 nom. nud.
- Cybistax antisyphilitica var. coriacea Bureau & K.Schum.; Mart., Fl. Bras. 8(2): 357 (1897)
- Cybistax antisyphilitica var. subtomentosa Bureau & K.Schum.; Mart., Fl. Bras. 8(2): 357 (1897)
- Cybistax antisyphilitica var. trochocalyx Bureau & K.Schum.; Mart., Fl. Bras. 8(2): 357 (1897)
- Cybistax coriacea Corr.Mello ex Stellfeld; Arq. Mus. Paranaense 9: 140 (1952), no latin descr.
- Cybistax coriacea var. barbatula Corr.Mello; Arq. Mus. Paraense 9: 140 (1952), nom. inval.
- Cybistax coriacea var. septenfoliata Corr.Mello ex Stellfeld; Arq. Mus. Paraense 9: 143 (1952), nom. inval.
- Cybistax intermedia Corr.Mello; Arq. Mus. Paranaense 9: 186 (1952), nom. inval.
- Cybistax quinquefolia (Vell.) J.F.Macbr.; Publ. Field Mus. Nat. Hist., Chicago, Bot. Ser. 13: v c. No. 1, 90 (1961)
- Cybistax sprucei K.Schum.; Nat. Pflanzenfam. [Engler & Prantl] IV, 3b: 240 (1894), nom. nud.
- Cybistax subtomentosa K.Schum.; Nat. Pflanzenfam. [Engler & Prantl] IV, 3a: 240 (1894)
- Cybistax tinctoria (Spruce) Tittel; R. Mansf., Verz. Landwirtsch. u. Gartn. Kulturpfl., Auf. 2, ed. J. Schultze-Motel 3: 1234 (1986)
- Phryganocydia antisyphilitica Mart. ex DC.; Prodr. [A. DC.] 9: 199 (1845), pro syn.
- Yangua tinctoria Spruce; J. Linn. Soc., Bot. 3: 198 (1859)